# Sullivan, Maine
Sullivan är en ort i Hancock County i delstaten Maine, USA.